# Diözese in Europa

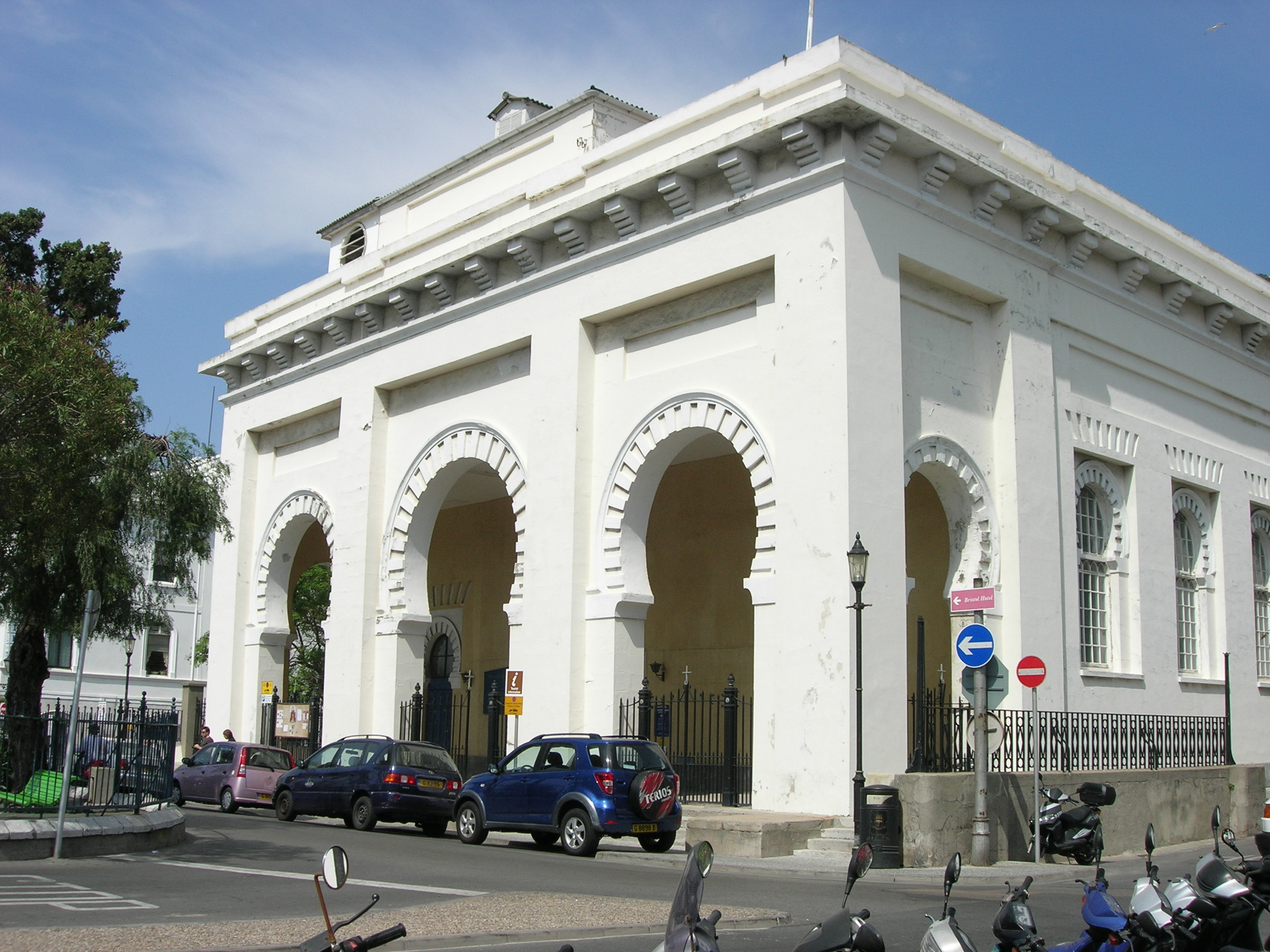
Dreifaltigkeitskathedrale, Gibraltar

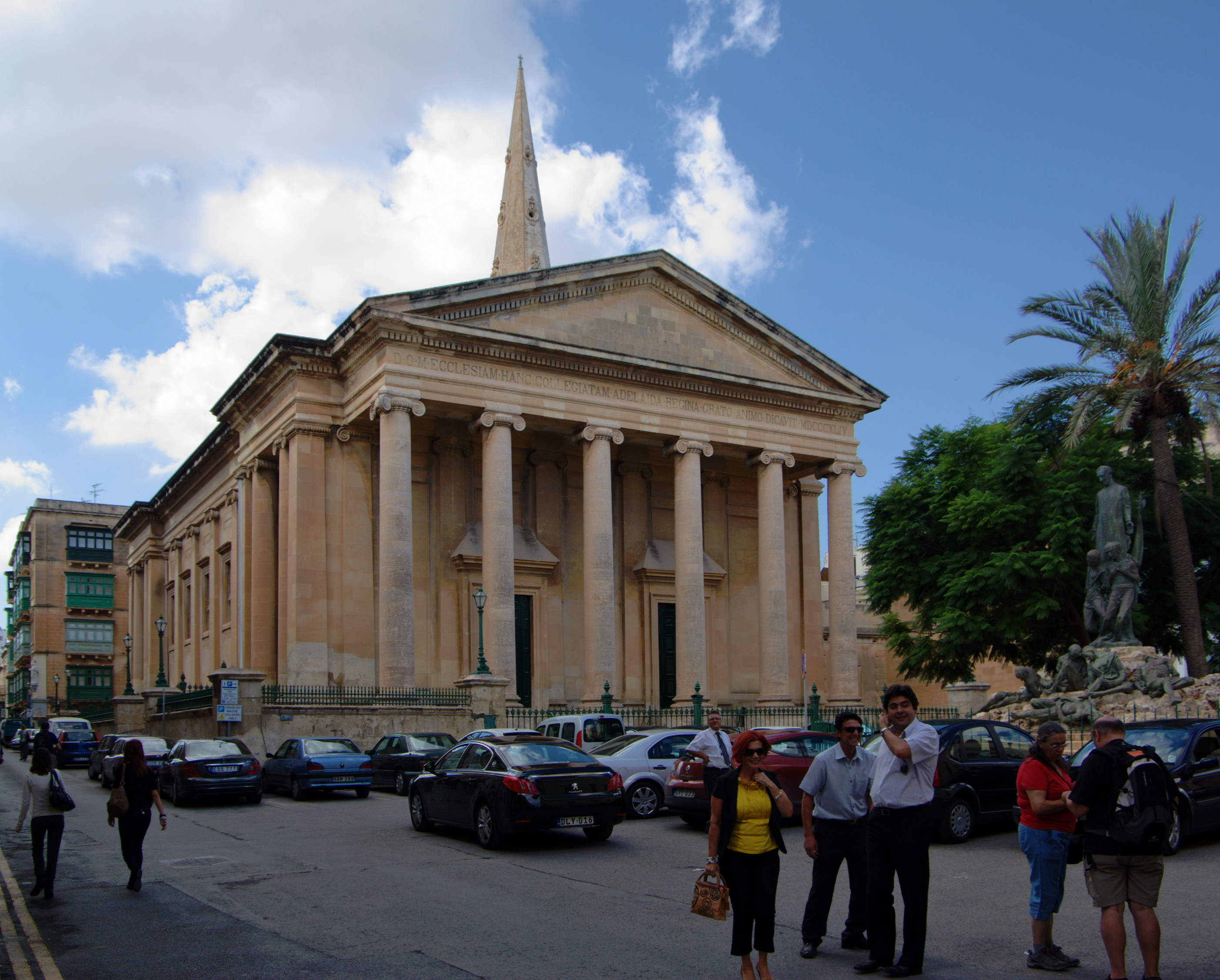
Prokathedrale St. Paul, Valletta

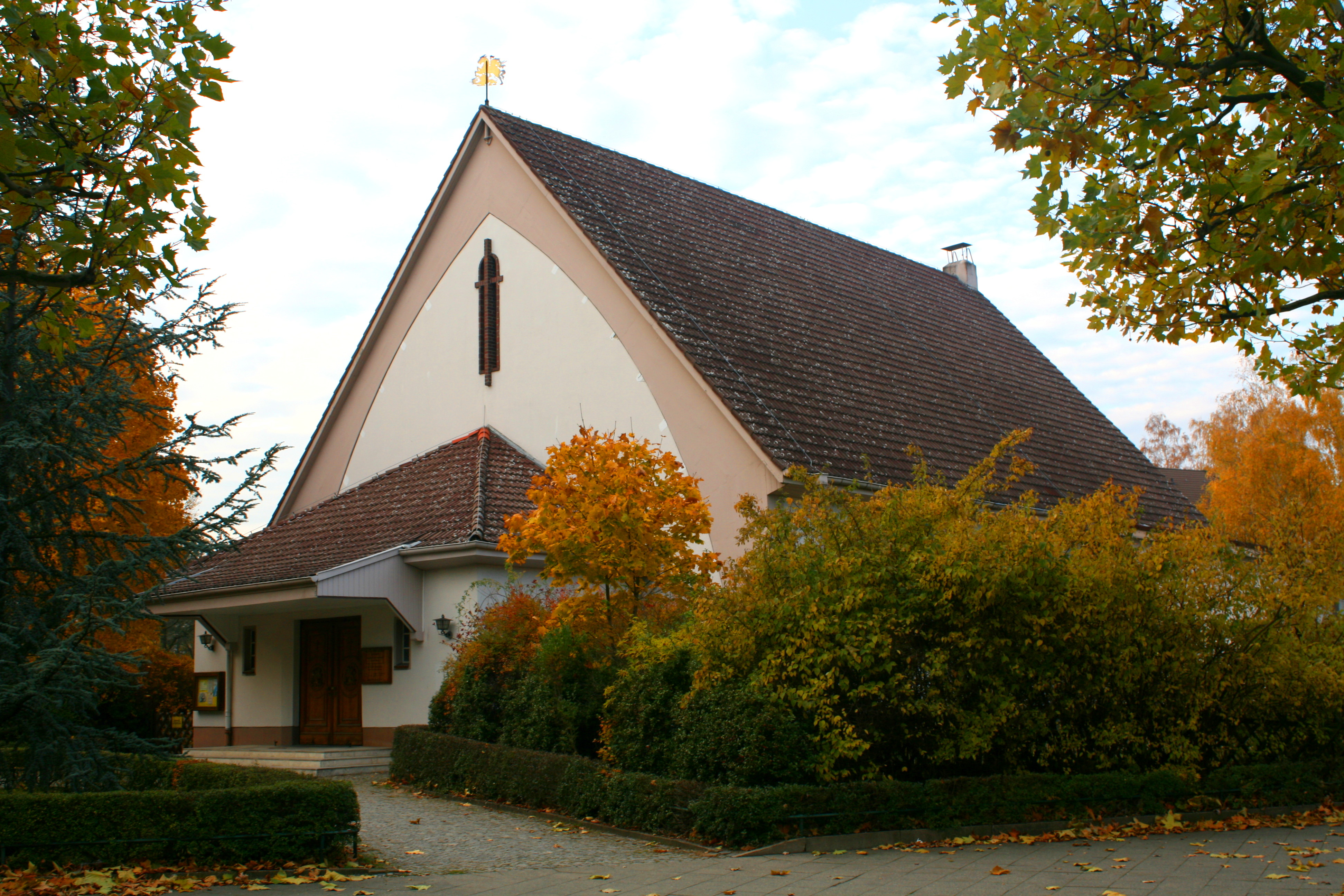
St. George’s Church (Berlin)

Die Diözese in Europa (Diocese in Europe, vollständig The Diocese of Gibraltar in Europe) ist die 42. Diözese der Kirche von England. Sie umfasst alle europäischen Staaten außer dem Vereinigten Königreich und Irland sowie Marokko und die Türkei. Verwaltungssitz ist London, der derzeitige Bischof aber, Robert Innes, wählte sich als Dienstsitz Brüssel aus.

## Geschichte
Englische Auslandsgemeinden gab es auf dem europäischen Festland schon vor der Reformation. Sie wurden 1633 der Jurisdiktion des Bischofs von London unterstellt.
1842 errichtete die Kirche von England die Diözese von Gibraltar für die europäischen Mittelmeerländer. Für Zentral- und Nordeuropa ernannte der Bischof von London 1883 einen Suffraganbischof mit dem Titel Bischof von Fulham. Beide Jurisdiktionen wurden seit 1970 gemeinsam von einem Bischof verwaltet. 1980 wurden sie unter der heutigen Bezeichnung vereinigt.

## Kathedralen
- Cathedral of The Holy Trinity, Gibraltar[3]
- St. Paul’s Pro-Cathedral, Valletta
- The Pro-Cathedral of Holy Trinity, Brüssel[4]

## Gemeinden in Deutschland, Österreich und der Schweiz

### Deutschland
- Berlin
- Bonn / Köln
- Dresden
- Düsseldorf
- Essen
- Freiburg im Breisgau
- Hamburg
- Heidelberg
- Leipzig
- Stuttgart

### Österreich
- Innsbruck
- Klagenfurt
- Wien

### Schweiz

#### Deutschsprachige Schweiz
- Baden
- Basel
- Bern
- Grindelwald
- Interlaken
- St. Gallen
- St. Moritz
- Zürich

#### Romandie
- Château D'Oex
- Geneve
- La Côte (bei Genf)
- Lausanne
- Montreux
- Neuchâtel

#### Tessin
- Lugano

## Bischöfe

### Bischöfe von Gibraltar
- 1842–1863: George Tomlinson
- 1863–1868: Walter Trower
- 1868–1873: Charles Harris
- 1874–1903: Charles Sandford
- 1904–1911: William Collins
- 1911–1920: Henry Knight
- 1921–1927: John Greig
- 1927–1932: Frederick Hicks
- 1933–1946: Harold Buxton
- 1947–1953: Cecil Horsley
- 1954–1960: Frederick Craske
- 1960–1970: Stanley Eley
- 1970–1980: John Satterthwaite

### Bischöfe von Gibraltar in Europa
- 1980–1993: John Satterthwaite
- 1993–2001: John William Hind
- 2001–2013: Geoffrey Rowell
- seit 2013: Robert Innes